# Campionati europei di atletica leggera indoor 2021 - 800 metri piani maschili
La gara degli 800 metri piani maschili ai campionati europei di atletica leggera indoor di Toruń 2021 si è svolta il 5, 6 e 7 marzo 2021 presso l'Arena Toruń.

## Podio
| Pos.    | Atleta            | Nazionalità |
| ------- | ----------------- | ----------- |
| Oro     | Patryk Dobek      | Polonia     |
| Argento | Mateusz Borkowski | Polonia     |
| Bronzo  | Jamie Webb        | Regno Unito |

## Record
| Record                | Record           | Record  | Record          | Record       |
| --------------------- | ---------------- | ------- | --------------- | ------------ |
| Record mondiale       | Wilson Kipketer  | 1'42"67 | Parigi, Francia | 9 marzo 1997 |
| Record europeo        | Wilson Kipketer  | 1'42"67 | Parigi, Francia | 9 marzo 1997 |
| Record dei campionati | Paweł Czapiewski | 1'44"78 | Vienna, Austria | 3 marzo 2002 |

## Programma
| Data         | Ora   | Turno      |
| ------------ | ----- | ---------- |
| 5 marzo 2021 | 19:55 | Batterie   |
| 6 marzo 2021 | 19:25 | Semifinali |
| 7 marzo 2021 | 18:25 | Finale     |

## Risultati

### Batterie
Qualificazione: I primi tre di ogni batteria (Q) avanzano alle semifinali
| Posizione | Batteria | Atleta                   | Nazionalità          | Tempo   | Note |
| --------- | -------- | ------------------------ | -------------------- | ------- | ---- |
| 1         | 5        | Andreas Kramer           | Svezia               | 1'47"55 | Q    |
| 2         | 5        | Mateusz Borkowski        | Polonia              | 1'47"78 | Q    |
| 3         | 6        | Eliott Crestan           | Belgio               | 1'48"32 | Q    |
| 4         | 5        | Pablo Sánchez-Valladares | Spagna               | 1'48"43 | Q    |
| 5         | 6        | Jamie Webb               | Regno Unito          | 1'48"72 | Q    |
| 6         | 6        | Simone Barontini         | Italia               | 1'48"78 | Q    |
| 7         | 2        | Patryk Dobek             | Polonia              | 1'48"85 | Q    |
| 8         | 6        | Filip Šnejdr             | Rep. Ceca            | 1'48"87 |      |
| 9         | 5        | Gabriele Aquaro          | Italia               | 1'48"88 |      |
| 10        | 2        | Pierre-Ambroise Bosse    | Francia              | 1'49"08 | Q    |
| 11        | 6        | Joakim Andersson         | Svezia               | 1'49"48 |      |
| 12        | 1        | Amel Tuka                | Bosnia ed Erzegovina | 1'49"58 | Q    |
| 13        | 4        | Guy Learmonth            | Regno Unito          | 1'49"66 | Q    |
| 14        | 1        | Oleh Myronets            | Ucraina              | 1'49"76 | Q    |
| 15        | 1        | Benjamin Robert          | Francia              | 1'49"76 | Q    |
| 16        | 2        | Mark English             | Irlanda              | 1'49"79 | Q    |
| 17        | 5        | Yevhen Hutsol            | Ucraina              | 1'49"82 |      |
| 18        | 3        | Mariano García           | Spagna               | 1'49"86 | Q    |
| 19        | 1        | Žan Rudolf               | Slovenia             | 1'49"88 |      |
| 20        | 3        | Cian McPhillips          | Irlanda              | 1'49"98 | Q    |
| 21        | 1        | Álvaro de Arriba         | Spagna               | 1'49"99 |      |
| 22        | 6        | Oskar Schwarzer          | Germania             | 1'50"09 |      |
| 23        | 3        | Christoph Kessler        | Germania             | 1'50"12 | Q    |
| 24        | 5        | Djoao Lobles             | Paesi Bassi          | 1'50"29 |      |
| 25        | 3        | Aurele Vandeputte        | Belgio               | 1'50"30 |      |
| 26        | 2        | Thijmen Kupers           | Paesi Bassi          | 1'50"38 |      |
| 27        | 3        | Balázs Vindics           | Ungheria             | 1'50"40 |      |
| 28        | 4        | Adam Kszczot             | Polonia              | 1'50"53 | Q    |
| 29        | 3        | Jürgen Wielart           | Paesi Bassi          | 1'50"65 |      |
| 30        | 4        | Nasredine Khatir         | Francia              | 1'50"97 | Q    |
| 31        | 4        | Marc Reuther             | Germania             | 1'50"98 |      |
| 32        | 4        | John Fitzsimons          | Irlanda              | 1'51"00 |      |
| 33        | 4        | Felix Francois           | Svezia               | 1'51"04 |      |
| 34        | 1        | Lukáš Hodboď             | Rep. Ceca            | 1'51"59 |      |
| 35        | 1        | Tamás Kazi               | Ungheria             | 1'51"85 |      |
| 36        | 3        | Pol Moya Betriu          | Andorra              | 1'51"97 |      |
| 37        | 2        | Tobias Grønstad          | Norvegia             | 1'52"44 |      |
| 38        | 2        | Tomáš Vystrk             | Rep. Ceca            | 1'52"48 |      |
|           | 2        | Abedin Mujezinović       | Bosnia ed Erzegovina | dq      |      |

### Semifinali
Qualificazione: I primi due di ogni semifinale (Q) avanzano alla finale
| Posizione | Semifinale | Atleta                   | Nazionalità          | Tempo   | Note |
| --------- | ---------- | ------------------------ | -------------------- | ------- | ---- |
| 1         | 2          | Mateusz Borkowski        | Polonia              | 1'45"79 | Q    |
| 2         | 2          | Jamie Webb               | Regno Unito          | 1'45"99 | Q    |
| 3         | 2          | Andreas Kramer           | Svezia               | 1'46"87 |      |
| 4         | 1          | Amel Tuka                | Bosnia ed Erzegovina | 1'47"55 | Q    |
| 5         | 1          | Patryk Dobek             | Polonia              | 1'47"56 | Q    |
| 6         | 1          | Mariano García           | Spagna               | 1'47"63 |      |
| 7         | 3          | Pierre-Ambroise Bosse    | Francia              | 1'47"86 | Q    |
| 8         | 1          | Guy Learmonth            | Regno Unito          | 1'47"92 |      |
| 9         | 3          | Adam Kszczot             | Polonia              | 1'47"98 | Q    |
| 10        | 2          | Cian McPhillips          | Irlanda              | 1'48"06 |      |
| 11        | 3          | Eliott Crestan           | Belgio               | 1'48"12 |      |
| 12        | 1          | Benjamin Robert          | Francia              | 1'48"25 |      |
| 13        | 3          | Mark English             | Irlanda              | 1'48"99 |      |
| 14        | 3          | Christoph Kessler        | Germania             | 1'49"46 |      |
| 15        | 3          | Simone Barontini         | Italia               | 1'49"51 |      |
| 16        | 2          | Nasredine Khatir         | Francia              | 1'49"73 |      |
| 17        | 1          | Oleh Myronets            | Ucraina              | 1'51"19 |      |
| 18        | 2          | Pablo Sánchez-Valladares | Spagna               | 2'05"11 |      |

### Finale
| Posizione | Atleta                | Nazionalità          | Tempo   | Note                                     |
| --------- | --------------------- | -------------------- | ------- | ---------------------------------------- |
| Oro       | Patryk Dobek          | Polonia              | 1'46"81 | Miglior prestazione personale stagionale |
| Argento   | Mateusz Borkowski     | Polonia              | 1'46"90 |                                          |
| Bronzo    | Jamie Webb            | Regno Unito          | 1'46"95 |                                          |
| 4         | Adam Kszczot          | Polonia              | 1'47"23 |                                          |
| 5         | Amel Tuka             | Bosnia ed Erzegovina | 1'47"37 |                                          |
| 6         | Pierre-Ambroise Bosse | Francia              | 1'50"13 |                                          |